# Johan Louis Thymon van Tengnagell
Johan Louis Thymon van Tengnagell (Doetinchem, 11 oktober 1755 - 's-Gravenhage, 25 januari 1813) was een Nederlands militair en bestuurder.

## Familie
Van Tengnagell was lid van de oud-adellijke familie Van Tengnagell en een zoon van bestuurder Zeno Diederik Walraad Tengnagell (1717-1791), heer van Bronkhorst en Anna Helena Olmius (1718-1771). Hij trouwde in 1782 Maria Elisabeth Cornelia des H.R.Rijksbarones van Dopff (1758-1831), dochter van de medeheer van Neercanne. Uit dit huwelijk werden verschillende kinderen geboren, onder wie:
- Zeno Willem Anne Lodewijk baron van Tengnagell (1783-1836), generaal-majoor, werd in 1822 erkend te behoren tot de Nederlandse adel
- Julia Johanna van Tengnagell (1785-1851), huwde in 1809 met luitenant-generaal Bernardus Johannes Cornelis Dibbets (1782-1839), militair bevelhebber van de vesting Maastricht tijdens de Blokkade van Maastricht (1830-1833)

## Loopbaan

### Militaire loopbaan
Van Tengnagell trad in 1773 als officier in Statendienst. Hij werd in 1776 benoemd tot majoor titulair, in 1783 bevorderd tot luitenant-kolonel titulair en benoemd tot  ritmeester effectief.  Hij was tussen 1794 en 1795 werkzaam als kolonel-commandant. Vanaf 1788 was hij groot-majoor van Hulst. In februari 1793 werd Van Tengnagell bevorderd tot majoor effectief bij het regiment van generaal Van Tuyll van Serooskerken. Hij was tevens directeur van de Cadettenschool te Hondsholredijk.

### Bestuurder
Vanaf 1805 was hij lid van het college van Financiën van het kwartier Nijmegen en ontvanger beschreven middelen ressort Nijmegen. Vanaf 1812 was hij ontvanger te Maasland

### Koninklijk huis
In 1806 werd hij intendant, tussen 1808 en 1810 was hij rentmeester van paleis en Kroondomein Het Loo.

### Onderscheidingen
- Ridder in de Orde van de Unie
- Ridder in de Orde van de Reünie